# 広住町
広住町（ひろすみちょう）は愛知県名古屋市中川区にある町名。丁番を持たない単独町名である。住居表示実施済み。

## 地理
名古屋市中川区の北東部に位置し、東に柳堀町、北に西日置町に接する。西端と南端は中川運河によって区切られ、中川運河を挟んで西は月島町、南は広川町と横堀町である。

## 歴史
- 1934年（昭和9年）11月1日 - 中区西日置町字猿子、字広見、字堀田、柳堀町二丁目、米野町字南西宮神の各一部により、中区広住町として成立[1][2]。
- 1937年（昭和12年）10月1日 - 中村区成立に伴い、中村区広住町となる[8]。
- 1944年（昭和19年）2月11日 - 中川区に編入され、中川区広住町となる[8]。
- 1980年（昭和55年）5月25日 - 中川区西日置町、柳堀町の各一部を編入し、一部を柳堀町に編入する[8]。住居表示を実施する[9]。

## 世帯数と人口
2019年（平成31年）2月1日現在の世帯数と人口は以下の通りである。
| 町丁   | 世帯数 | 人口  |
| ------ | ------ | ----- |
| 広住町 | 93世帯 | 183人 |

## 学区
市立小・中学校に通う場合、学校等は以下の通りとなる。また、公立高等学校に通う場合の学区は以下の通りとなる。
| 番・番地等 | 小学校               | 中学校               | 高等学校 |
| ---------- | -------------------- | -------------------- | -------- |
| 全域       | 名古屋市立広見小学校 | 名古屋市立山王中学校 | 尾張学区 |

## 施設
- 名古屋市立広見小学校[7]
- 露橋水処理センター[7]

## その他

### 日本郵便
- 郵便番号 : 454-0007[4]（集配局：中川郵便局[12]）。